# C Form-factor Pluggable
 (septembre 2020).
Si vous disposez d'ouvrages ou d'articles de référence ou si vous connaissez des sites web de qualité traitant du thème abordé ici, merci de compléter l'article en donnant les références utiles à sa vérifiabilité et en les liant à la section « Notes et références ».
Pour les articles homonymes, voir CFP.
Le C form-factor pluggable (CFP) est un format d'émetteur-récepteur issu d'un accord multi-source (MSA) destiné à produire un  facteur de forme commun pour la transmission à haute vitesse de signaux numériques. La lettre C correspond au nombre 100 en latin (centum), car la norme a été initialement développée pour les systèmes 100 Gigabit Ethernet.

## Standardisation CFP
Le transceiver CFP est spécifié par un accord multi-source (MSA) entre fabricants concurrents. Le CFP a été conçu après le format SFP, pour autant, il est beaucoup plus volumineux pour pouvoir supporter le 100Gbits/s. Alors que la connexion électrique d'un CFP utilise des voies de 10x10 Gbit/s dans chaque direction (RX, TX), la connexion optique peut prendre en charge à la fois les variantes 10x10 Gbit/s et 4x25 Gbit/s des interconnexions 100 Gbit/s (généralement dénommée 100GBASE-LR10 et 100GBASE-LR4 à 10 km de portée, et 100GBASE-ER10 et 100GBASE-ER4 à 40 km de portée).

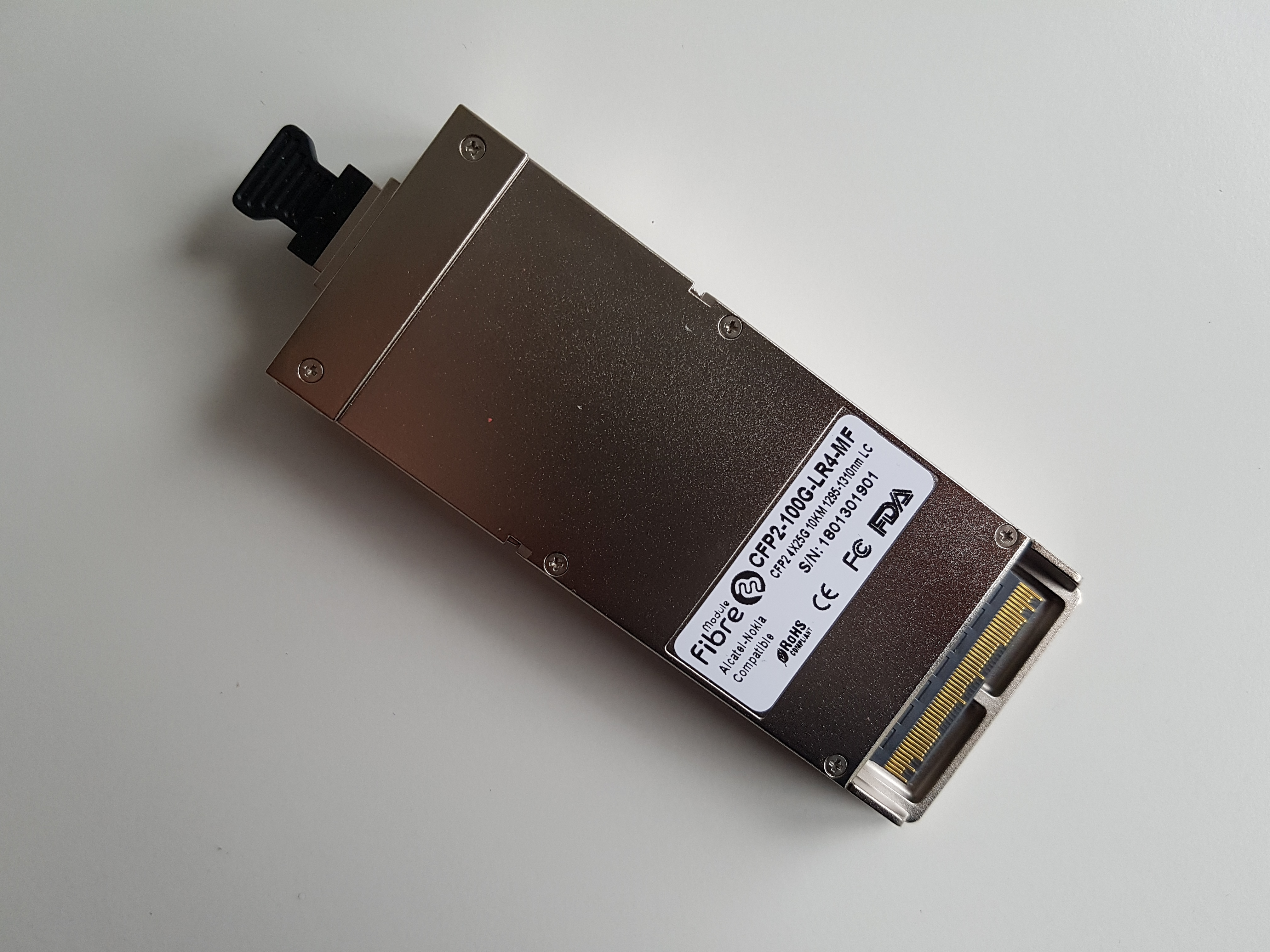
Exemple d'un CFP2-100G-LR4 Module Fibre compatible Nokia/Alcatel.

L'émetteur-récepteur optique CFP-100G existe en trois formats : CFP, CFP2 et CFP4.
La différence de ces trois modèles se fait notamment au niveau des dimensions : 
- CFP : 82 mm ;
- CFP2 : 41 mm ;
- CFP4 : 21 mm (Le CFP4 est le module optique le plus petit de la série CFP.).

Le CFP4 a également une efficacité de transmission plus élevée. Le CFP atteint le taux de transmission 100G à travers 10 canaux de 10G contrairement au CFP4 qui utilise 4 canaux de 25G pour une transmission plus élevée et une stabilité plus forte.
Egalement, le CFP4 a une faible consommation d'énergie par rapport aux CFP et CFP2.

## Signaux supportés
Les tranceivers CFP peuvent prendre en charge un signal unique de 100 Gbit/s comme 100 GbE ou OTU4 ou bien un ou plusieurs signaux de 40 Gbit/s comme 40 GbE, OTU3 ou STM-256/OC-768.